# Jewhen Miahky
Jewhen Ołeksandrowycz Miahky (ukr. Євген Олександрович Мягкий; ur. 15 grudnia 1985) – ukraiński zapaśnik startujący w stylu klasycznym. Zajął 25 miejsce na mistrzostwach świata z 2014. Dwudziesty na mistrzostwach Europy w 2014. Brązowy medalista wojskowych MŚ w 2013. Siódmy w Pucharze Świata w 2016 roku.